# Langkat (regentschap)
Langkat is een regentschap ten noordwesten van Medan op Sumatra. Langkat telde in 2000 ruim 900.000 inwoners op een oppervlakte van 6272 km².